# アドリアン・シャポシニコフ
アドリアン・グリゴリイェーヴィチ・シャポシニコフ（ロシア語: Адриан Гриогрьевич Шапошников；ラテン文字転写：Adrian Grigoryevich Shaposhnikov、1888年6月9日 サンクトペテルブルク - 1967年6月22日 モスクワ）はロシアの作曲家。ソ連人民芸術家 の称号を持つ。

## 経歴
1888年、サンクトペテルブルクで生まれた。1905年から1909年までペテルブルク大学に在籍する傍ら、音楽理論をワシーリー・カラファーティに師事。1913年にペテルブルク音楽院に入学し、アレクサンドル・グラズノフとニコライ・ソコロフに師事。卒業後にモスクワで経済分析家として働きつつ、作曲に手を染めた。1937年にアシガバートに赴き、トルクメン作曲教室の設立に参加。トルクメン初の民族主義的オペラ《ゾフレとタヒール》や《詩人と裁判官》が創作された。1949年にモスクワに戻った。

## 作曲作品
作品は、7つの歌劇といくつかの管弦楽曲、数多くの室内楽曲があるが、今日までほとんどが無名になっており、今日かろうじて有名なのは、独創的で豊かな和声に特徴ある《フルートとハープのためのソナタ》のみにすぎない。シャポシニコフの作風は、アレクサンドル・グレチャニノフのそれによく似ている。